# Murcia Open 2021 - Doppio
Marcus Daniell e David Marrero-Santana erano i detentori del titolo.
In finale Raul Brancaccio e Flavio Cobolli hanno sconfitto Alberto Barroso Campos e Roberto Carballés Baena con il punteggio di 6–3, 7–6(4).

## Teste di serie
1. Sriram Balaji /  Ramkumar Ramanathan (semifinale)
2. Jesper de Jong / Bart Stevens (quarti di finale)

1. Vladyslav Manafov /  Piotr Matuszewski (quarti di finale)
2. Alberto Barroso Campos /  Roberto Carballés Baena (finale)

## Wildcard
1. Pablo Martinez Gomez /  Daniel Rincon (primo turno)
2. Roberto Ortega-Olmedo /  Carlos Sanchez Jover (primo turno)

1. Anirudh Chandrasekar /  Manish Sureshkumar (primo turno)

## Tabellone

### Legenda
| - Q = Qualificato - WC = Wild card - LL = Lucky loser | - ALT = Alternate - SE = Special Exempt - PR = Protected Ranking | - w/o = Walkover - r = Ritirato - d = Squalificato |

|  | Primo turno | Primo turno                        | Primo turno                        | Primo turno                        | Primo turno                        |  |  | Quarti di finale | Quarti di finale                   | Quarti di finale                   | Quarti di finale                   | Quarti di finale                   |    |    | Semifinali | Semifinali                         | Semifinali                         | Semifinali             | Semifinali             |   |   | Finale | Finale | Finale | Finale | Finale |  |
|  |             |                                    |                                    |                                    |                                    |  |  |                  |                                    |                                    |                                    |                                    |    |    |            |                                    |                                    |                        |                        |   |   |        |        |        |        |        |  |
|  | 1           | S Balaji R Ramanathan              | S Balaji R Ramanathan              | S Balaji R Ramanathan              | S Balaji R Ramanathan              |  |  |                  |                                    |                                    |                                    |                                    |    |    |            |                                    |                                    |                        |                        |   |   |        |        |        |        |        |  |
|  |             | Bye                                | Bye                                | Bye                                | Bye                                |  |  | 1                | S Balaji R Ramanathan              | S Balaji R Ramanathan              | 7                                  | 6                                  |    |    |            |                                    |                                    |                        |                        |   |   |        |        |        |        |        |  |
|  |             | D Galoppini F Passaro              | 79                                 | 5                                  | [10]                               |  |  |                  | D Galoppini F Passaro              | D Galoppini F Passaro              | 65                                 | 3                                  |    |    |            |                                    |                                    |                        |                        |   |   |        |        |        |        |        |  |
|  | WC          | P Martínez Gómez D Rincón          | 67                                 | 7                                  | [4]                                |  |  |                  |                                    |                                    |                                    |                                    |    |    | 1          | S Balaji R Ramanathan              | S Balaji R Ramanathan              | 5                      | 6                      |   |   |        |        |        |        |        |  |
|  | 4           | A Barroso Campos R Carballés Baena | A Barroso Campos R Carballés Baena | A Barroso Campos R Carballés Baena | A Barroso Campos R Carballés Baena |  |  |                  |                                    | 4                                  | A Barroso Campos R Carballés Baena | A Barroso Campos R Carballés Baena | 7  | 78 |            |                                    |                                    |                        |                        |   |   |        |        |        |        |        |  |
|  |             | Bye                                | Bye                                | Bye                                | Bye                                |  |  | 4                | A Barroso Campos R Carballés Baena | A Barroso Campos R Carballés Baena | 6                                  | 7                                  |    |    |            |                                    |                                    |                        |                        |   |   |        |        |        |        |        |  |
|  |             | R Ortega Olmedo C Sánchez Jover    | R Ortega Olmedo C Sánchez Jover    | 5                                  | 1                                  |  |  |                  | C Denolly M Martineau              | C Denolly M Martineau              | 1                                  | 62                                 |    |    |            |                                    |                                    |                        |                        |   |   |        |        |        |        |        |  |
|  |             | C Denolly M Martineau              | C Denolly M Martineau              | 7                                  | 6                                  |  |  |                  |                                    |                                    |                                    |                                    |    |    | 4          | A Barroso Campos R Carballés Baena | A Barroso Campos R Carballés Baena | 3                      | 64                     |   |   |        |        |        |        |        |  |
|  |             | R Brancaccio F Cobolli             | R Brancaccio F Cobolli             | 6                                  | 78                                 |  |  |                  |                                    |                                    |                                    |                                    |    |    |            |                                    |                                    | R Brancaccio F Cobolli | R Brancaccio F Cobolli | 6 | 7 |        |        |        |        |        |  |
|  | PR          | A Chandrasekar Sureshkumar         | A Chandrasekar Sureshkumar         | 2                                  | 6                                  |  |  |                  | R Brancaccio F Cobolli             | R Brancaccio F Cobolli             | 6                                  | 6                                  |    |    |            |                                    |                                    |                        |                        |   |   |        |        |        |        |        |  |
|  |             | Bye                                | Bye                                | Bye                                | Bye                                |  |  | 3                | V Manafov P Matuszewski            | V Manafov P Matuszewski            | 4                                  | 4                                  |    |    |            |                                    |                                    |                        |                        |   |   |        |        |        |        |        |  |
|  | 3           | V Manafov P Matuszewski            | V Manafov P Matuszewski            | V Manafov P Matuszewski            | V Manafov P Matuszewski            |  |  |                  |                                    |                                    |                                    |                                    |    |    |            | R Brancaccio F Cobolli             | R Brancaccio F Cobolli             | 7                      | 7                      |   |   |        |        |        |        |        |  |
|  |             | A Collarini M Kestelboim           | A Collarini M Kestelboim           | 5                                  | 4                                  |  |  |                  |                                    | PR                                 | J De Loore J Vanneste              | J De Loore J Vanneste              | 64 | 5  |            |                                    |                                    |                        |                        |   |   |        |        |        |        |        |  |
|  | PR          | J De Loore J Vanneste              | J De Loore J Vanneste              | 7                                  | 6                                  |  |  | PR               | J De Loore J Vanneste              | 6                                  | 4                                  | [10]                               |    |    |            |                                    |                                    |                        |                        |   |   |        |        |        |        |        |  |
|  |             | Bye                                | Bye                                | Bye                                | Bye                                |  |  | 2                | J de Jong B Stevens                | 4                                  | 6                                  | [7]                                |    |    |            |                                    |                                    |                        |                        |   |   |        |        |        |        |        |  |
|  | 2           | J de Jong B Stevens                | J de Jong B Stevens                | J de Jong B Stevens                | J de Jong B Stevens                |  |  |                  |                                    |                                    |                                    |                                    |    |    |            |                                    |                                    |                        |                        |   |   |        |        |        |        |        |  |